# Cooköarna i olympiska sommarspelen 2020
Cooköarna deltog med en trupp på sex idrottare vid de olympiska sommarspelen 2020 i Tokyo som hölls mellan den 23 juli och 8 augusti 2021 efter att ha blivit framflyttad ett år på grund av coronaviruspandemin. Det var nionde raka sommar-OS som Cooköarna deltog vid. Ingen av landets deltagare erövrade någon medalj.

## Friidrott
Förkortningar
- Notera– Placeringar avser endast det specifika heatet.
- Q = Tog sig vidare till nästa omgång
- q = Tog sig vidare till nästa omgång som den snabbaste förloraren eller, i teknikgrenarna, genom placering utan att nå kvalgränsen
- i.u. = Omgången fanns inte i grenen
- Bye = Idrottaren behövde inte tävla i omgången

Gång- och löpgrenar
| Idrottare    | Gren            | Heat         | Heat      | Semifinal        | Semifinal        | Final            | Final            |
| Idrottare    | Gren            | Tid          | Placering | Tid              | Placering        | Tid              | Placering        |
| ------------ | --------------- | ------------ | --------- | ---------------- | ---------------- | ---------------- | ---------------- |
| Alex Beddoes | Herrarnas 800 m | 1.47,26 0NR0 | 7         | Gick inte vidare | Gick inte vidare | Gick inte vidare | Gick inte vidare |

## Kanotsport

### Slalom
| Idrottare     | Gren         | Kvalomgång | Kvalomgång | Kvalomgång | Kvalomgång | Kvalomgång | Kvalomgång | Semifinal        | Semifinal        | Final            | Final            |
| Idrottare     | Gren         | Åk 1       | Placering  | Åk 2       | Placering  | Bästa      | Placering  | Tid              | Placering        | Tid              | Placering        |
| ------------- | ------------ | ---------- | ---------- | ---------- | ---------- | ---------- | ---------- | ---------------- | ---------------- | ---------------- | ---------------- |
| Jane Nicholas | Damernas C-1 | 151,95     | 19         | 205,74     | 22         | 151,95     | 21         | Gick inte vidare | Gick inte vidare | Gick inte vidare | Gick inte vidare |
| Jane Nicholas | Damernas K-1 | 150,17     | 23         | 120,10     | 20         | 120,10     | 21 Q       | 144,84           | 22               | Gick inte vidare | Gick inte vidare |

### Sprint
| Idrottare    | Gren                 | Heat     | Heat      | Kvartsfinal | Kvartsfinal | Semifinal        | Semifinal        | Final            | Final            |
| Idrottare    | Gren                 | Tid      | Placering | Tid         | Placering   | Tid              | Placering        | Tid              | Placering        |
| ------------ | -------------------- | -------- | --------- | ----------- | ----------- | ---------------- | ---------------- | ---------------- | ---------------- |
| Kohl Horton  | Herrarnas K-1 200 m  | 40,061   | 4 QF      | DNF         | DNF         | Gick inte vidare | Gick inte vidare | Gick inte vidare | Gick inte vidare |
| Kohl Horton  | Herrarnas K-1 1000 m | 4.24,679 | 6 QF      | 4.39,138    | 6           | Gick inte vidare | Gick inte vidare | Gick inte vidare | Gick inte vidare |
| Jade Tierney | Damernas K-1 200 m   | 48,271   | 6 QF      | 49,290      | 8           | Gick inte vidare | Gick inte vidare | Gick inte vidare | Gick inte vidare |

Teckenförklaring: FA = Kvalificerad för final (medalj); FB = Kvalificerad för B-final (ingen medalj)

## Simning
| Idrottare               | Gren                    | Heat    | Heat      | Semifinal        | Semifinal        | Final            | Final            |
| Idrottare               | Gren                    | Tid     | Placering | Tid              | Placering        | Tid              | Placering        |
| ----------------------- | ----------------------- | ------- | --------- | ---------------- | ---------------- | ---------------- | ---------------- |
| Wesley Roberts          | Herrarnas 200 m frisim  | 1.50,41 | 37        | Gick inte vidare | Gick inte vidare | Gick inte vidare | Gick inte vidare |
| Wesley Roberts          | Herrarnas 400 m frisim  | 3.55,65 | 30        | —                | —                | Gick inte vidare | Gick inte vidare |
| Kirsten Fisher-Marsters | Damernas 100 m bröstsim | 1.13,98 | 36        | Gick inte vidare | Gick inte vidare | Gick inte vidare | Gick inte vidare |